# Incendio de Guadalajara de 2005
El incendio de Guadalajara de 2005 fue un incendio forestal que asoló parte de la provincia de Guadalajara (Castilla-La Mancha) desde el 16 hasta el 20 de julio de 2005 y que se cobró la vida del equipo de extinción, formado por 9 bomberos forestales y 2 Agentes Medioambientales. Su origen fue una barbacoa que unos excursionistas descuidaron en un merendero cercano a la cueva de los Casares en el municipio de Riba de Saelices. Ardieron 10 352,57 ha de monte arbolado, en su mayor parte masas de pino resinero, sabina mora y roble, 2380,16 ha de matorral y pasto, y 154,64 ha de superficie no forestal. El incendio devastó 2400 ha de alto valor ecológico pertenecientes al parque natural del Alto Tajo. Hubo medio millar de desalojados, incluyendo poblaciones enteras como Ciruelos del Pinar y Tobillos, entre otras.
La gestión que del incendio tuvo el gobierno de Castilla-La Mancha fue duramente criticada desde distintos ámbitos alegando que no se enviaron los medios aéreos y terrestres necesarios durante las primeras horas. Dichas críticas se basaban entre otras, en las grabaciones del 112 y a que solo se elevó el nivel de alerta y se solicitó ayuda al gobierno central cuando se conoció la trágica noticia de los once muertos, como reconoció el entonces vicepresidente de la Junta Máximo Díaz Cano.
El 17 de diciembre de 2005, cerca de 5000 personas según la policía, 10 000 según los organizadores, se manifestaron en Guadalajara para homenajear a los fallecidos y exigir responsabilidades.

## Origen y desarrollo del incendio
En la mañana del sábado 16 de julio de 2005, un grupo de nueve excursionistas realizaron una visita a la cueva de los Casares con la intención posterior de preparar una barbacoa en el merendero que se encuentra en la margen izquierda del río Linares, a unos cien metros de la boca de la gruta. Mientras el grueso del grupo visitaba la cueva guiados por el guarda Emilio Moreno, los otros tres integrantes prepararon un fuego en dos parrillas de obra situadas en el área recreativa y lo alimentaron con hierba seca, ramas y piñas que recogieron de los alrededores. Al finalizar la visita el guarda observó los fuegos y les advirtió que el uso de las barbacoas estaba autorizado pero que él lo desaconsejaba severamente debido al fuerte viento que soplaba en el lugar, las altas temperaturas —superiores a 33 °C— y la abundancia de rastrojos secos: «le dije a Marcelino que la podía liar por el día que hacía. Ni al más tonto de mi pueblo se le ocurre hacer una barbacoa en un día así, con un viento infernal y al lado de un rastrojo. Eso es de no tener conocimiento».  En torno a las 14:40 una pavesa o brasa cayó de la barbacoa situada más al sur, que estaba sin vigilancia, prendió en la hierba seca y el fuego se propagó rápidamente en dirección noreste, a través del bosque de ribera y campos de cereal hasta alcanzar una zona forestal formada por pino resinero.
El incendio, avivado por el fuerte viento, se volvió incontrolable y a media tarde obligó a la evacuación de quinientos vecinos de las localidades de Ciruelos del Pinar, Tobillos y Mazarete. Medios terrestres combatieron el fuego durante toda la noche, que al amanecer del domingo 17 de julio presentaba dos frentes activos con dirección a Cobeta y Luzón, respectivamente. A lo largo del día se incorporaron más efectivos a la lucha contra el fuego que ya contaba con tres aviones de carga en tierra, dos hidroaviones —se incorporaron dos más a última hora de la tarde—, dos helicópteros, quince equipos de maquinaria pesada, dos BRIF, así como varios retenes de tierra y equipos del Consorcio provincial de extinción de incendios de Guadalajara.

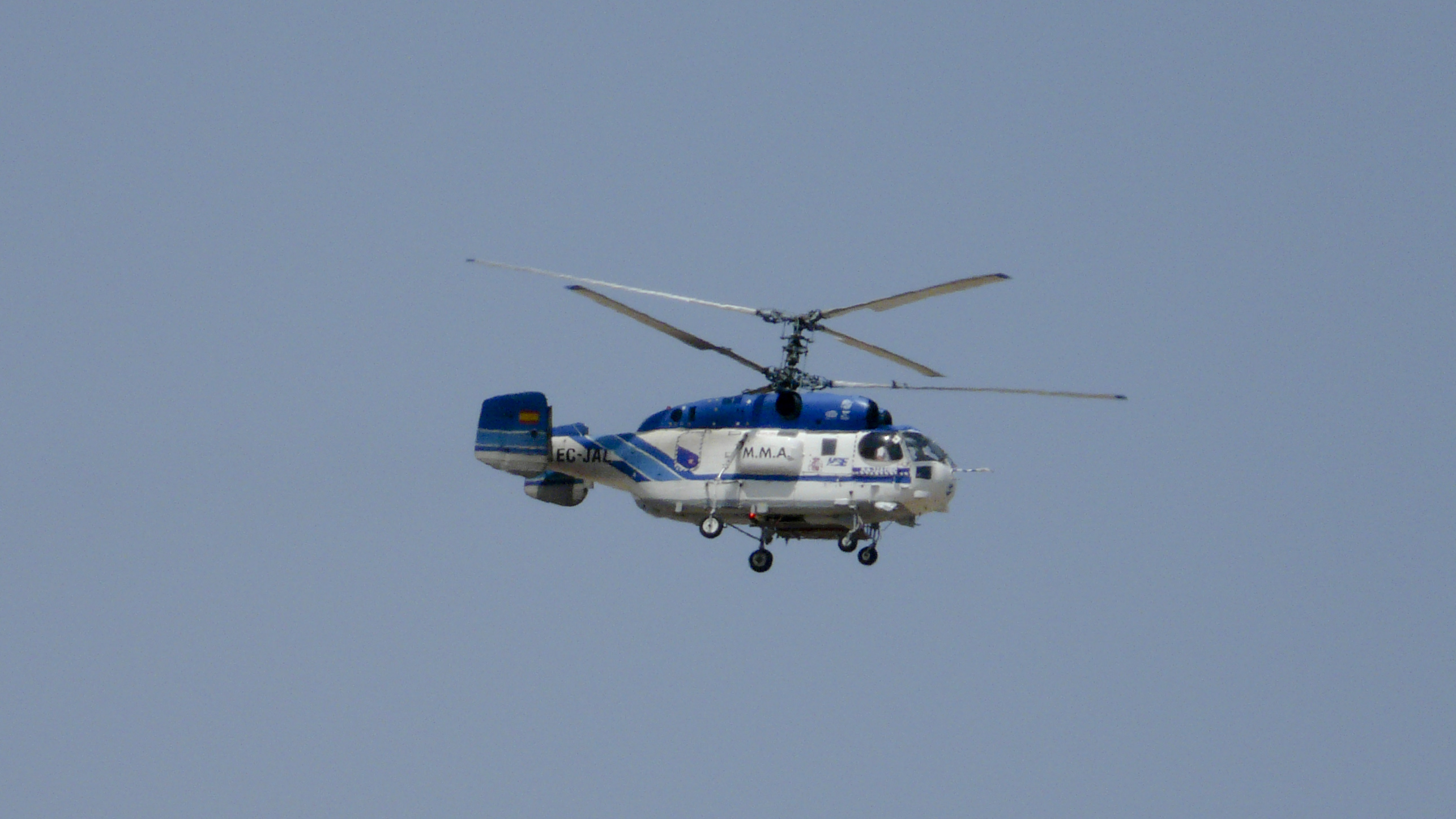
Un helicóptero Kamov 32A del Ministerio de Medio Ambiente.

A lo largo del domingo 17 de julio los vecinos de Mazarete pudieron regresar a su localidad pero el incendio seguía activo en tres frentes: Mazarete-Anquela-Selas, Ciruelos del Pinar-Luzón-Santa María del Espino y otro, irregular, hasta Villarejo de Medina. El más preocupante era el que amenazaba Luzón y Santa María del Espino y a las 18:00 se ordenó la evacuación de ambas localidades. Las carreteras GU-951, entre Ciruelos del Pinar y Mazarete; la GU-944, entre Mazarete y Cobeta; y la GU-949, entre Mazarete y Ablanque estaban cortadas. La carretera CM-2107 estaba habilitada únicamente para el servicio de extinción de incendios.
A última hora de la tarde comenzaron a circular rumores sobre la muerte de varios miembros del retén de Cogolludo cercados por el fuego. A las 21:30 la Subdelegación del Gobierno en Guadalajara confirmó esos rumores y unas horas después se localizaron los cadáveres de once agentes forestales —diez hombres y una mujer— en la ladera de un barranco. Solo sobrevivió uno de los miembros del retén que encontró refugio bajo el chorro de agua que caía del camión accidentado en el que había intentado huir de las llamas.
El lunes, 18 de julio, se recuperaron los cadáveres de los brigadistas y se controlaron los frentes que amenazaban a las poblaciones de Santa María del Espino, Luzón, Tobillos, Mazarete, Anquela del Ducado y Villarejo de Medina. El 20 de julio se lograron controlar todos los frentes del incendio que todavía permanecían activos.

## El proceso judicial

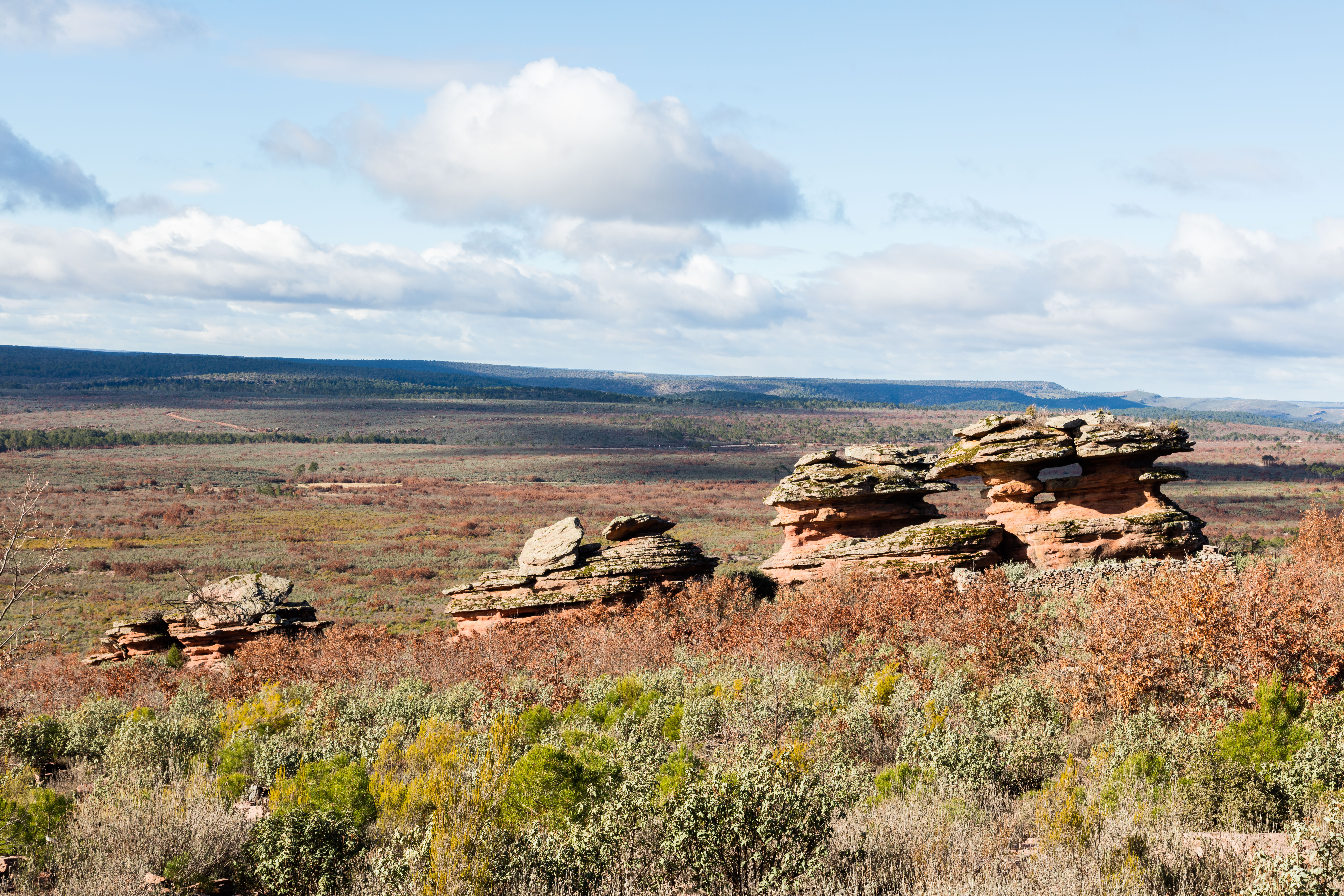
Paisaje en la zona del incendio once años después

La fase de instrucción del proceso penal contra los responsables del incendio se tramitó en el Juzgado de Instrucción de Sigüenza. En un principio estuvieron imputados en él los nueve excursionistas y el guardia forestal de la zona, pero en el año 2007 se amplió la imputación a veinte personas más, entre las que estaban varios altos cargos de la Junta de Castilla-La Mancha, quienes demostraron ante el juez que su labor fue impecable.
El juicio se desarrolló en la Audiencia Provincial de Guadalajara entre los años 2009 y 2012 y finalizó con una sentencia en la que se condenó únicamente a uno de los excursionistas por un delito de incendio forestal cometido por imprudencia grave y le impuso una condena de dos años de prisión, una multa de 3650 € y una indemnización de 10 640 971,14 € a la Junta de Castilla-La Mancha en concepto de daños causados por el incendio. Esta sentencia fue recurrida por el condenado y ratificada por el Tribunal Supremo en el año 2013.